# Sorvasjärvi
Sorvasjärvi är en sjö i Finland. Den ligger i kommunen Torneå i landskapet Lappland, i den norra delen av landet, 700 km norr om huvudstaden Helsingfors. Sorvasjärvi ligger 120,8 meter över havet. Arean är 40,8 hektar och strandlinjen är 3,29 kilometer lång. Sjön  ingår i Kemi älvs huvudavrinningsområde. 